# Ашуре
Ашурѐ (варено жито, на турски: Aşure) е десерт от сварена и подсладена със захар грухана пшеница, прясно мляко, вода, стафиди, сушени кайсии, сушени смокини, сварен нахут, сварен боб, нарязан на дребно локум, орехи, щипка сол и щипка черен пипер. По желание може да се добави вода от сварен карамфил, да се поръси с канела. Ашурето има хиляди разновидности. Според традицията продуктите в ястието не трябва да са по-малко от седем - символ на плодородието. Добавят се щипка сол и черен пипер, за да не влиза дяволът.
В България ашуре се готви и раздава от българските мюсюлмани в месеца на Ашурето. След приготвянето си, то се осветява с молитва и се раздава на най-малко седем домакинства. Ако остане неизяден излишък, той не се изхвърля, а се изсипва на корена на овощно дърво и то дава
повече плодове.
Готви се също така от арменците в Арменската Коледа. Ястието те наричат Ануш Абур.
Произход на ястието: Ашурето се свързва с легендата за Ной. Корабът останал в безкрайното море с месеци. Запасите от храна започнали да се
изчерпват. След приземяването на кораба, за да останат живи оцелелите започнали да слагат от всички видове храни по малко в един огромен
казан и получената супа днес наричаме „ашуре“.

## Наименование
Името идва от арабската дума عشر (ашър) за числото десет и е свързана с мюсюлманския празник Ашура Ашура. Ашуре се готви и раздава на десетия ден на масец Мухаррем от мюсюлманския календар (”месецът на ашурето”).